# Victor Riqueti de Mirabeau
Victor de Riqueti, marquis de Mirabeau (født 4. oktober 1715 i Pertuis (Provence), død 13. juli 1789 i Argenteuil ved Paris) var en fransk økonomisk forfatter, fysiokrat og kendt som Mirabeau den ældre. Han var far til Honoré Gabriel Riqueti de Mirabeau og André Boniface Louis Riqueti de Mirabeau.
Han var i sin ungdom i militæret, arvede 1737 slægtens stamgods og kom herved til at interessere sig for landbrug og økonomiske spørgsmål, hvorfor han afbrød sin militære løbebane og kastede sig over studier. Som økonomisk forfatter nød han i samtiden et ry, der næppe blev overstrålet.

## Liv og gerning
Mirabeau blev født den 4. oktober 1715 i Pertuis (Provence), d. 11 juli 1789 i Argenteuil. Han tilhørte en provensalsk borgerslægt, som i 1570 ved køb fik godset Mirabeau i Provence i besiddelse, gjorde krav på adelskab og fik i 1685 godset ophøjet til markisat. Efter, at familien ved sin optagelse i Frankrigs "højadel" havde fået en mere fremtrædende stilling, gjorde flere af slægtens medlemmer sig bemærkede ved deres begavelse, voldsomme lidelser og excentricitet.
Efter, at i sin ungdom have været i militæret, begyndte Mirabeau med rastløs iver og energi sin tid på at forfatte skrifter og godsforvaltning i forening med ejendomsspekulationer.
Allerede den anonyme Mémoire sur l’utilité des États provinciaux fra 1755, et indlæg for en friere, decentraliseret forfatning med provinsielle repræsentativ-forsamlinger, vakte opmærksomhed. Med eet slag berømt blev han imidlertid ved sit hovedværk L’ami des hommes ou traité de la population ("Menneskevennen eller afhandling om befolkningen" fra 1756, talrige senere udgaver, således ved Rouxel, Paris 1883), der skaffede ham tilnavnet L’ami des hommes ("menneskevennen"). Mirabeau fremhæver her betydningen af en stærk befolkningstilvækst og af landbrugets opkomst.
Mirabeau var royalist og aristokrat, men modstander af den bureaukratiske centralisering, hofadelen og tidens fremherskende merkantilisme. I stedet argumenterede han her for landbrugets og bondestandens højnelse. Det var delvist de samme synspunkter, som man samtidig begyndte at propagandere for blandt den fysiokratiske skoles grundlægger Quesnay, men Mirabeau var selvstændigt kommet til sine resultater. Først efter udgivelsen af han skrift mødtes Mirabeau og Quesnay i 1757. Mirabeau blev efterfølgende Quesnays hengivne tilhænger og senere en af de mest virksomme og fremgangsrige udbredere af "skolens" idéer.
Mirabeau trådte i forbindelse med Quesnay og blev dennes trofaste tilhænger og en utrættelig agitator for hans lære; blandt fysiokraterne indtager han derfor en af de mere fremskudte pladser. Hans næste bog, om skattereformspørgsmålet, Théorie de l’Impôt fra 1760, er ganske indblæst af det nye systems ånd; dristig brændemærker Mirabeau her den herskende praksis med skatternes bortforpagtning og foreslår i stedet en eneste direkte skat på jordejendommenes nettoafkastning — fysiokraternes yndlingsutopi. En populær udredning af de nye økonomiske teorier gav Mirabeau i Philosophie rurale ou Économie générale et politique de l’agriculture fra 1763, hvori Quesnay’s medarbejderskab hyppig er mærkbart. Et interessant bidrag til et af samtidens mest brændende spørgsmål er hans Lettres sur le commerce des grains fra 1768, der tog til orde for kornhandelens frigivelse.

## Privatliv
Det lysende ry, som Mirabeau havde opnået som forfatter, fordunkledes imidlertid ved hans egne økonomiske og huslige forhold, som i nogen grad var selvskabte.
Han havde i 1743 giftet sig med en rig arving. Hustruen forsurede imidlertid gennem sløseri, råhed og udskejelser hans liv; arven, som han nok har regnet med ved sine eventyrlige finansspekulationer, skulle fuldstændigt først udbetales i 1770, og da krævede hustruen en skilsmisseproces, under hvilken hans barn på en skandaløs måde blandede sig, svinede hans navn til og som han til sidst i (1781) tabte. At han undgik fuldstændig økonomisk ruin skyldtes alene den understøttelse han fik af sin yngre broder, malteserridderen (efter sit ordensembede kaldet "le bailli") J. A.J.C.E. de Mirabeau, den mest normale i familien. Til trods for, at hun havde fået tildømt sig arven, lykkedes det hustruen at ruinere sig selv. Hun døde i fængsels under terrorvældet i 1794.

## Indflydelse i Sverige
Mirabeau fik blandt andet en betydelig indflydelse i Sverige. Den politiske borgmester i Arboga, Renhorn, citerede ivrigt "L’ami des hommes", og det var Mirabeaus skrifter, som var årsagen til de reformer i fysiokratisk ånd, som Gustaf III foretog, især påvirket af Carl Fredrik Scheffer. Da Vasaordenen blev stiftet, gjorde Gustaf III Mirabeau til kommandør af dets storkors den 28. maj 1772 for at, som han skrev i sit brev herom til ham den 18. august samme år (dagen før revolutionen), betale sin del i den tribut, som alle nationer var ham skyldige.

## Forfatterskab
- Mémoire sur l’utilité des États provinciaux (1755)
- L'Ami des hommes ou Traité de la population (1756-59)
- Theórie de l'impôt (1760)
- Philosophie Rurale ou Économie générale et politique de l’agriculture (1763)
- Lettres sur le commerce des grains (1768)